# Луиджи Керубини
Мария Луиджи Карло Зенобио Салваторе Керубини (на италиански: Maria Luigi Carlo Zenobio Salvatore Cherubini; 14 септември 1760, Флоренция – 15 март 1842, Париж) е италиански композитор и музикален теоретик.

## Творчество
Опери
- Il giocatore (1775)
- Lo sposo di tre e marito di nessuna (1783)
- Демофон (Démophon) (1788)
- Лодоиска (Lodoiska) (1791)
- Елиза (Elisa) (1794)
- „Медея“ (на френски „Médée“, 1797)
- L'Hôtellerie Portugaise (1798)
- „Водовоз“ („Два дни“) (на френски „Les deux journées“, 1800)
- „Анакреон, или мимолетна любов“ (на френски „Anacreon, ou L'Amour fugitif“, 1803)
- „Пигмалион“ (Pimmalone) (1809)
- „Кресчендо“ („Le Crescendo“) (1810)
- Les Abencérages (1813)
- „Али баба“ (Ali Baba) (1833)